# Provincia di Ilo
La provincia di Ilo è una provincia del Perù, situata nella regione di Moquegua.

## Geografia antropica

### Suddivisioni amministrative
È divisa in tre  distretti:
- El Algarrobal
- Ilo
- Pacocha